# Nancy Cave
Pour les articles homonymes, voir Cave.
Nancy Frances Cave, née le 2 mars 1896 et morte en 1989, est une joueuse anglaise de squash qui domine le jeu dans les années 1920. Elle remporte le British Open de squash (le championnat du monde officieux) à trois reprises entre 1924 à 1930.

## Biographie
Née en 1896, Nancy Cave est la plus âgée des trois sœurs qui ont participé au British Open. Sa plus jeune sœur Joyce Cave (1902-1953) a également remporté le titre à trois reprises et sa sœur Margorie Maude Cave (1893-1954) a participé en 1922. Les trois sœurs ont été enseignées par leur père Harold Watkin Cave qui était un joueur de raquettes pendant les années 1880.
Elle est finaliste du British Open de squash originel de 1922 face à sa sœur Joyce Cave qui l'emporte 11–15, 15–10, 15–9.

## Palmarès

### Titres
- British Open : 3 titres (1924, 1929, 1930)

### Finales
- British Open: 6 finales (1922, 1923, 1925, 1926, 1927, 1931)